# Jaroslav Sýbek
Jaroslav Sýbek (* 11. listopadu 1949 Praha) je český fotograf a regionální fotoreportér, který dlouhodobě žije v Českých Budějovicích. Svými fotografiemi zachycuje jak osoby, tak i krajinu v jižních Čechách. Jeho reportážní snímky zaznamenávají nejen důležité události a návštěvy významných osob v regionu, jako například prince Charlese v Českém Krumlově v roce 1993, ale i běžný život na jihu Čech.

## Život
Jaroslav Sýbek se narodil 1. listopadu 1949 v Praze. Po absolvování strojní průmyslovky a krátkém zaměstnání jako konstruktér nastoupil v roce 1973 do Československé tiskové kanceláře (ČTK) v Praze. Pracoval nejprve v profesích jako zaučený dělník, samostatný provozní pracovník, řemeslník a od roku 1976 jako redaktor-fotoreportér. V letech 1982–1996 působil v českobudějovické redakci ČTK. V letech 1996–2007 pracoval v krajské redakci Mladé fronty Dnes v Českých Budějovicích, odkud přešel do krajské redakce Deníku jižní Čechy, kde po odchodu do důchodu působil jako externista.

Oblíbenými tématy jeho fotografií jsou kleťské východy a západy slunce, výlovy rybníků, Šumava a lidé.
| „ | Mráčky a výlovy, to je moje | “ |

 Fotografoval i osobnosti, jako je Jiří Menzel, Václav Havel, Karel Gott, Hana Zagorová, Juraj Herz, Zdeněk Troška či anglický král Karel III.
Jaroslav Sýbek je ženatý, s manželkou Jaroslavou mají jednoho syna. V komunitě mezi novináři a fotografy je znám pod přezdívkou Baryk.

## Dílo

### Výpravná fotografická kniha
- SÝBEK, Jaroslav. Jaroslav Sýbek: Půlstoletí fotoreportérem, aneb, Fotografoval jsem anglického krále. České Budějovice: Radek Gális ve spolupráci s nakladatelstvím Dauphin, 2023. 268 stran, ISBN 978-80-7645-527-6.[8]

### Výstavy
- březen 2024 – výstava v radniční síni v Českých Budějovicích[9]
- březen 2024 – výstava v IGY v Českých Budějovicích[10]
- květen 2024 – výstava Jižní Čechy zamyšlené v Českém rozhlasu České Budějovice[11]
- říjen 2024 – výstava Jižní Čechy zamyšlené v Jihočeské vědecké knihovně[12]

## Ocenění
Jaroslav Sýbek obdržel v roce 2024 Cenu statutárního města České Budějovice. Cena mu byla udělena za celoživotní fotografickou činnost v českobudějovických redakcích a retrospektivní knihu k 50. výročí své profesionální práce.